# Attilio Santoro
Attilio Santoro (Cosenza, 27 novembre 1950) è un politico italiano.

## Biografia
Consigliere di Amministrazione dell'Istituto per le relazioni Italo-Arabe e direttore di scuole private. È stato eletto deputato con il Partito Liberale Italiano nel 1992, fece parte della Commissione trasporti, poste e telecomunicazioni. Rimase in carica nella Camera dei deputati fino al 1994.